# 克罗梅日什
克罗梅日什（[ˈkromɲɛr̝iːʃ] ⓘ）是捷克兹林州的一座城市。
1998年，克罗梅日什的花园和城堡入选联合国教科文组织世界遗产名录。

## 名人
- 瓦茨拉夫·塔利赫：指挥家
- 卡雷尔·克里尔：作曲家、歌手
- 扬·米利奇：传教士
- 马克斯·什瓦宾斯基：画家

## 友好城市
- 法国沙托丹
- 斯洛伐克尼特拉
- 波兰皮耶卡里-希兰斯凯